# Joseph Rego-Costa
Joseph Rego-Costa (Fall River, 3 luglio 1919 – Fall River, 27 aprile 2002) è stato un calciatore statunitense, di ruolo difensore.

## Carriera

### Club
Ha sempre giocato nel campionato statunitense.

### Nazionale
Ha partecipato alle Olimpiadi del 1948.